# Капеллен-Друсвайлер
Капеллен-Друсвайлер (нем. Kapellen-Drusweiler) — община в Германии, в земле Рейнланд-Пфальц. 
Входит в состав района Южный Вайнштрассе. Подчиняется управлению Бад Бергцаберн.  Население составляет 931 человек (на 31 декабря 2010 года). Занимает площадь 5,77 км².